# Josh Malerman
Josh Malerman (Michigan, 1975. július 24. –) amerikai író, zenész, dalszerző, a The High Strung rockzenekar énekes-gitárosa.

## Élete és pályafutása
Általános iskolás korában kezdett el írni, első története egy űrutazó kutyáról szólt. Első regénye Bird Box (Madarak a dobozban) címmel 2014-ben jelent meg az Amerikai Egyesült Államokban és az Egyesült Királyságban, amit 2015-ben Michigan Notable Book Awarddal jutalmaztak, és amit ugyanebben az évben James Herbert-díjra, illetve a legjobb első regényért járó Bram Stoker-díjra jelöltek. A könyvből a 2013-as Mama című horrorfilm argentin rendezője, Andrés Muschietti rendez filmet.

## Könyvei
- 2014: Bird Box (magyarul Madarak a dobozban, Fumax Kiadó, 2015)
- 2016: A House at the Bottom of a Lake (magyarul Ház a tó mélyén, 2017)
- 2017: Black Mad Wheel (magyarul A végzet tébolyult kereke, Fumax Kiadó, 2017)

## Magyarul
- Madarak a dobozban; ford. Rusznyák Csaba; Fumax, Bp., 2015 (Fumax thriller)
- Ház a tó mélyén; ford. Rusznyák Csaba; Fumax, Bp., 2017 (Fumax thriller)
- A végzet tébolyult kereke; ford. Rusznyák Csaba; Fumax, Bp., 2017 (Fumax thriller)
- Madarak a dobozban; ford. Rusznyák Csaba; 2. bőv., jav. kiad.; Fumax, Bp., 2018
- Malorie; ford. Rusznyák Csaba; Fumax, Bp., 2020
- Vizsgálat; ford. Sepsi László; Fumax, Bp., 2020

## Díjai
- 2015: Michigan Notable Book Award
- 2015: James Herbert-díj (jelölés)
- 2015: Bram Stoker-díj (jelölés)